# Sir George Byng
Sir George Byng KB PC (Wrotham, Kent, Anglaterra, 1663 - Londres, Regne Unit, 17 de gener de 1733) fou un militar de la marina anglesa.
Als quinze anys entrà en la marina britànica. El 1703 ja era contra-almirall, prestant grans serveis als aliats durant la guerra de Successió espanyola, sobretot en la conquista de Gibraltar; ascendit a vice-almirall (1706) i a almirall del pavelló blau (1708), apoderant-se de Menorca en aquell mateix any; frustrà (1717) la temptativa del rei James Francis Edward Stuart pretenent al tron d'Escòcia, i de 1718 a 1820 els plans del cardenal Alberoni contra Sicília i Nàpols, vencent en la batalla del cap Passaro (Sicília) a la flota comanada per l'almirall Antonio Gaztañeta.
Des del 1710 era almirall de l'esquadra blanca, baronet i par del regne (1721) i primer lord d'almirallat britànic (1727), lloc elevat, des del qual beneficià al mariners creant la caixa de pensions per les vídues de caps i oficials.
Era el pare del desgraciat John Byng (1704-1757), almirall de la Royal Navy afusellat per traïció.